# Iole indica
Iole indica là một loài chim trong họ Pycnonotidae.